# Miroslav Čapka
Miroslav Čapka (13. června 1925 Rakodavy – 27. listopadu 1983 Praha) byl český a československý politik Komunistické strany Československa a poslanec Sněmovny lidu Federálního shromáždění za normalizace.

## Biografie
Vyučil se dřevomodelářem v Přerovských strojírnách. Zde pracoval do roku 1949. Od roku 1946 byl členem KSČ a v roce 1949 byl povolán na post tajemníka Okresního výboru KSČ v Přerově. V letech 1951–1953 následovala funkce vedoucího tajemníka OV KSČ v Litovli a Přerově. Zastával pak trvale stranické i státní posty. V letech 1955–1958 byl tajemníkem Krajského výboru KSČ v Olomouci, pak od roku 1958 do roku 1960 zastával post náměstka předsedy KNV, v letech 1963–1968 byl vedoucím tajemníkem Okresního výboru KSČ v Olomouci (v letech 1960–1963 zároveň předsedou ONV v Olomouci), v období let 1968–1972 tajemníkem Krajského výboru KSČ pro Severomoravský kraj a v letech 1972–1974 předseda KNV Severomoravského kraje.
XII. sjezd KSČ ho zvolil za kandidáta Ústředního výboru Komunistické strany Československa. XIII. sjezd KSČ ho v této funkci potvrdil. Členem ÚV KSČ se stal převodem k 5. lednu 1968. XIV. sjezd KSČ ho zvolil členem Ústřední kontrolní a revizní komise KSČ a v této funkci ho potvrdil i XV. sjezd KSČ a XVI. sjezd KSČ. V období prosinec 1977 – listopad 1983 zastával funkci předsedy Ústřední kontrolní a revizní komise KSČ.
Během pražského jara a po invazi vojsk Varšavské smlouvy do Československa patřil ke konzervativní skupině v KSČ, která souhlasila s invazí. V oficiálním nekrologu jsou jeho postoje z let 1968–1969 popsány následovně: „ideovou principiálností, osobní statečností a svou prací přispěl k porážce pravicově oportunistických a antisocialistických sil.“
Po volbách roku 1971 zasedl do Sněmovny lidu (volební obvod č. 119 - Orlová, Severomoravský kraj). Křeslo ve FS nabyl až dodatečně v prosinci 1972. Mandát získal i ve volbách v roce 1976 a volbách v roce 1981. Ve Federálním shromáždění setrval do své smrti roku 1983. Nahradil ho pak Oldřich Blažek.
V roce 1970 a 1975 mu byl udělen Řád práce, v roce 1973 Řád Vítězného února.